# Neotrichoporoides frater
Neotrichoporoides frater är en stekelart som beskrevs av Girault 1915. Neotrichoporoides frater ingår i släktet Neotrichoporoides och familjen finglanssteklar. Inga underarter finns listade i Catalogue of Life.